# Mesotype obscurata
Mesotype obscurata là một loài bướm đêm trong họ Geometridae.